# Mária Švarbová

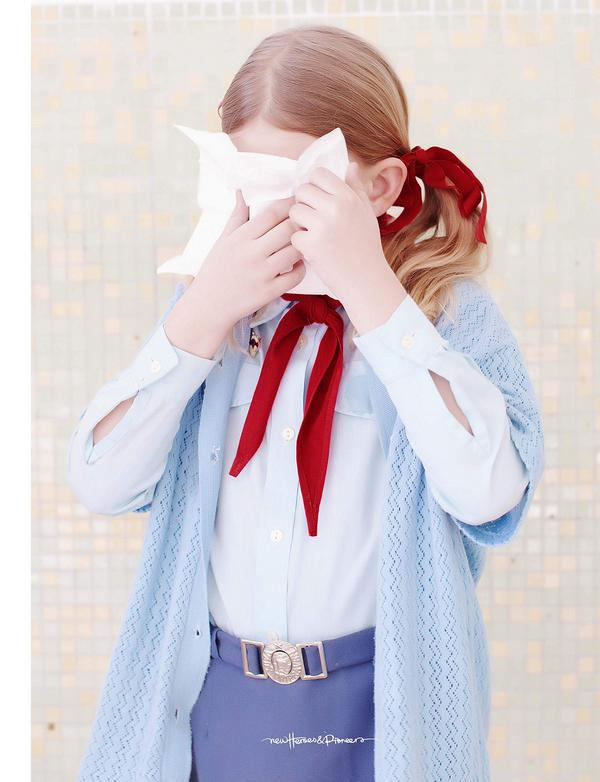
Obálka knížky Futuro Retro

Mária Švarbová (* 6. května 1988, Zlaté Moravce) je slovenská fotografka, která je známá fotografováním konceptuálních sérií.

## Životopis
Marie Švarbová se narodila v roce 1988 ve Zlatých Moravcích, vyrůstala v obci Slepčany a v současnosti žije a působí v Bratislavě na Slovensku. Vystudovala restaurátorství na Škole uměleckého průmyslu Josefa Vydry v Bratislavě a archeologii na Filozofické fakultě Univerzitě Konstantina Filozofa v Nitře. Profesně se od roku 2010 věnuje fotografování, které využívá jako prostředek svého uměleckého vyjádření. O jejích fotografiích informovali média jako Vogue, Forbes, CNN nebo The Guardian. Fotografovala reklamní kampaně pro mezinárodní společnosti jako Apple, Murata a Museum of Ice Cream v New Yorku. Fotografie autorky byly prezentovány na výstavách v galeriích a muzeích po celém světě. Marie Švarbová je držitelkou prestižních ocenění – patří mezi laureáty Hasselblad Masters a je také členkou žebříčku Forbes 30 pod 30.

## Tvorba
Švarbová vytváří nové přístupy ve fotografickém projevu, čímž si její práce získala mezinárodní uznání. Její fotografický styl se odchyluje od tradičního portrétu a zaměřuje se na experimentování v rámci prostoru, barvy a atmosféry, přičemž se opírá o socialistickou architekturu veřejných prostor. Jedna z fotografií Švarbové byla umístěna na mrakodrap Taipei 101 na Taiwanu a její tvorba přesáhla i do módy, když se jí inspiroval španělský módní dům Delpozo. Modelky a modely na jejích snímcích jsou součástí prostoru a Švarbová se snaží mezi nimi nalézt harmonii. Švarbová během fotografování spolupracuje s velkým produkčním týmem scénografů, stylistů a kostýmních designérů. Své typické výrazové prvky jako absenci emocí, čisté linie, minimalistickou scénu, vyrovnané linie či pohled zepředu poprvé použila v sérii fotografií Swimming Pool.

#### Swimming Pool
Série Swimming Pool zobrazuje plavkyně v pestrobarevných plavkách a pryžových koupacích čepicích. Vůbec první plovárna, kterou zachytila Marie Švarbová v rámci jejího dosud největšího konceptu Swimming Pool, se nachází v jejím rodném městě Zlaté Moravce – jde o 80 let starou plovárnu patřící k místní střední škole. Švarbová zachytila od roku 2014 přes třináct plováren po celém Slovensku, které dohromady tvoří fiktivní, zinscenovaný dokument. Inspirovala ji funkcionalistická architektura, čistota prostoru, atmosféra socialismu a za socialismu vybudovaných plováren. Na jejích fotografiích se často objevují tabulky se zákazy na plovárnách. Fascinovalo ji, že v prostoru, který mě být relaxační, určují, jak se má člověk chovat.

## Ocenění
- Hasselblad Master[8]
- Forbes 30 pod 30[9]

## Knihy
- Marie Švarbová: Swimming Pool. New Heroes and Pioneers, 2017. ISBN 978-91-87815-157
- Marie Švarbová: Futuro Retro. New Heroes and Pioneers, 2019. ISBN 978-91-87815-584

## Výstavy
Přehled vybraných samostatných a skupinových výstav.
- Photo London Fair, Artitled Contemporary, Londýn, Spojené království, 2024[14]
- Art Madrid Fair, Gallery BAT, Madrid, Španělsko, 2024[15]
- London Auction 'ULTIMATE', PHILLIPS, Londýn, Spojené království, 2023-2024[16]
- Remote Control, Danubiana Meulensteen Art Museum, Bratislava, Slovensko, 2023[17]
- 어제의 미래 (Futuro Retro), Seoul Arts Center - Hangaram Art Museum, Soul, Jižní Korea, 2022-2023[18]
- Fragile Concrete, Kolektiv Cité Radieuse, Marseille, Francie, 2021[19]
- 20th Century Art: A Different Perspective, Londýn, Spojené království, 2021
- 212 Photography Istanbul, Istanbul, Turecko, 2020[20]
- Gilman Contemporary, Ketchum, Idaho, USA, 2020[21]
- Lotte Gallery Jämsä, Jižní Korea, 2019[22][23]
- Contessa Gallery, Worth Avenue, Palm Beach, Florida, USA, 2019[24]
- Minnesota Marine Art Museum, Minnesota, USA, 2019[25]
- ART Miami, Contessa Gallery, Miami, USA, 2019[26]
- Asia Premiere Expo, Art Angle Gallery, Taipei, Taiwan, 2018[27]
- Weather, Daelim Museum, Soul, Jižní Korea, 2018[28]
- Delpozo, Madrid a Londýn, Španělsko a Spojené království, 2017[29]
- Leica Gallery, Miami, USA, 2017[30]
- Vogue Italia, Milán, Itálie, 2016[31]